# Osterley Park
Osterley Park and House es una finca de georgiana en el oeste de Londres, que se extiende por los distritos londinenses de Ealing y Hounslow. Originalmente data de la década de 1570, la finca contiene una serie de Edificios catalogados de grado I y II, con el parque catalogado de grado II. La casa principal fue remodelada por Robert Adam entre 1761 y 1765, con el National Trust, haciéndose cargo de Osterley en 1991. La casa y el parque están abiertos a los visitantes.

## Historia

### Elizabethan
El edificio original en este lugar era una casa solariega construida en la década de 1570 para el banquero Sir Thomas Gresham, que compró el señorío de Osterley en 1562. La "hermosa y majestuosa casa de ladrillo" se terminó en 1576. Se sabe que la reina Elizabeth la visitó. El bloque de establos de esta época permanece en Osterley Park. Gresham era tan rico que también compró la vecina Boston Manor House en 1572.

### Child y Adán

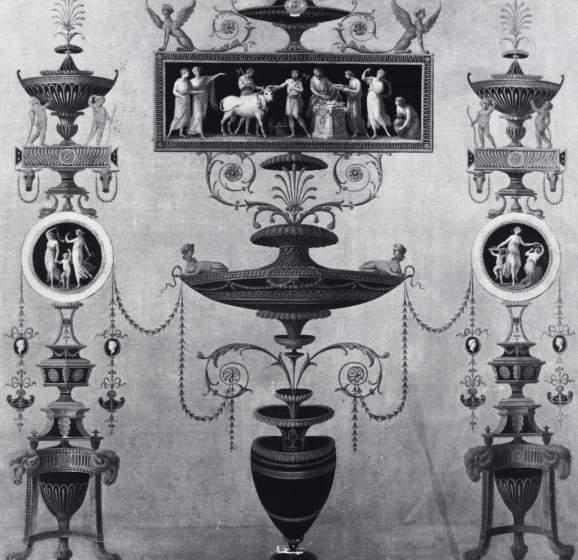
Un diseño para una de las paredes del camerino Estruscan en Osterley Park por Robert Adam.

Doscientos años más tarde, la casa solariega se estaba deteriorando, cuando, como resultado de un impago de hipoteca, pasó a ser propiedad de Sir Francis Child, fallecido en 1713, fundador de Child's Bank. En 1761, los nietos de Sir Francis, Francis y Robert, contrataron al arquitecto escocés Robert Adam, que estaba surgiendo como uno de los arquitectos más de moda en Gran Bretaña, para remodelar la casa. Cuando Francis murió en 1763, el proyecto fue retomado por su hermano y heredero Robert Child, para quien se crearon los interiores.
La casa es de ladrillo rojo con detalles de piedra blanca y es aproximadamente cuadrada, con torretas en las cuatro esquinas. El diseño de Adam, que incorpora parte de la estructura anterior, es muy inusual y difiere mucho en estilo de la construcción original. Uno de los lados está casi abierto y está atravesado por una pantalla con frontón de Iónico a la que se accede por un amplio tramo de escaleras y que conduce a un patio central, que está a nivel de piano nobile.
Los interiores neoclásicos de Adam se encuentran entre sus secuencias de habitaciones más notables. Horace Walpole describió el salón como digno de Eva antes de la la caída. [cita requerida] Las habitaciones se caracterizan por sus elaboradas pero sobrias yeserías, por sus ricos y variados esquemas de color y por un grado de coordinación entre la decoración y el mobiliario inusual en los interiores neoclásicos ingleses. Entre las habitaciones más destacadas se encuentran el vestíbulo, con grandes alcobas semicirculares en cada extremo, y el vestidor etrusco, que, según Adam, se inspiró en los jarrones etruscos de la colección de Sir William Hamilton, cuyas ilustraciones se habían publicado recientemente. Adam también diseñó parte del mobiliario, incluida la opulenta cama de estado con cúpula, que aún se conserva en la casa.

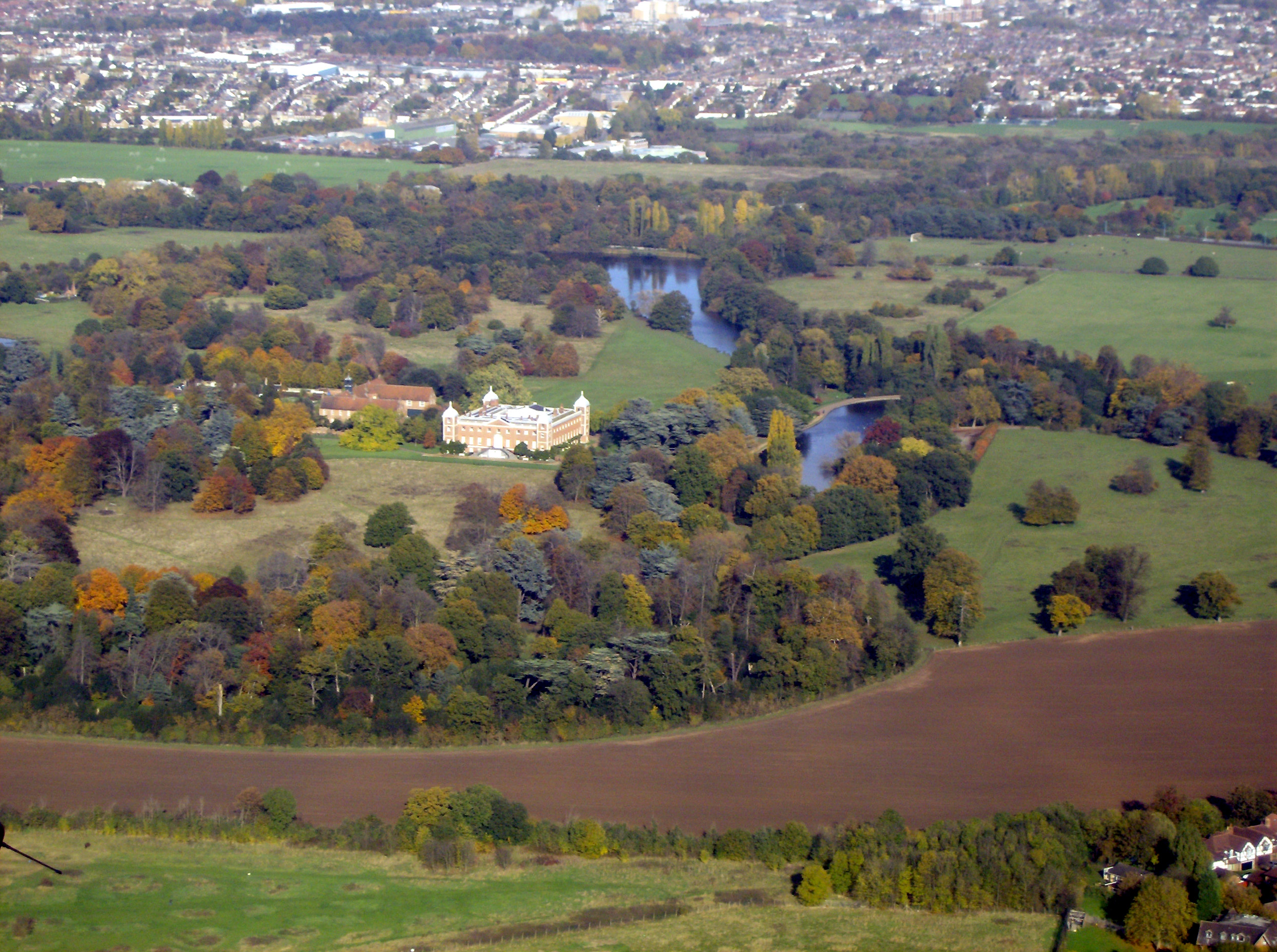
Osterley Park desde el aire

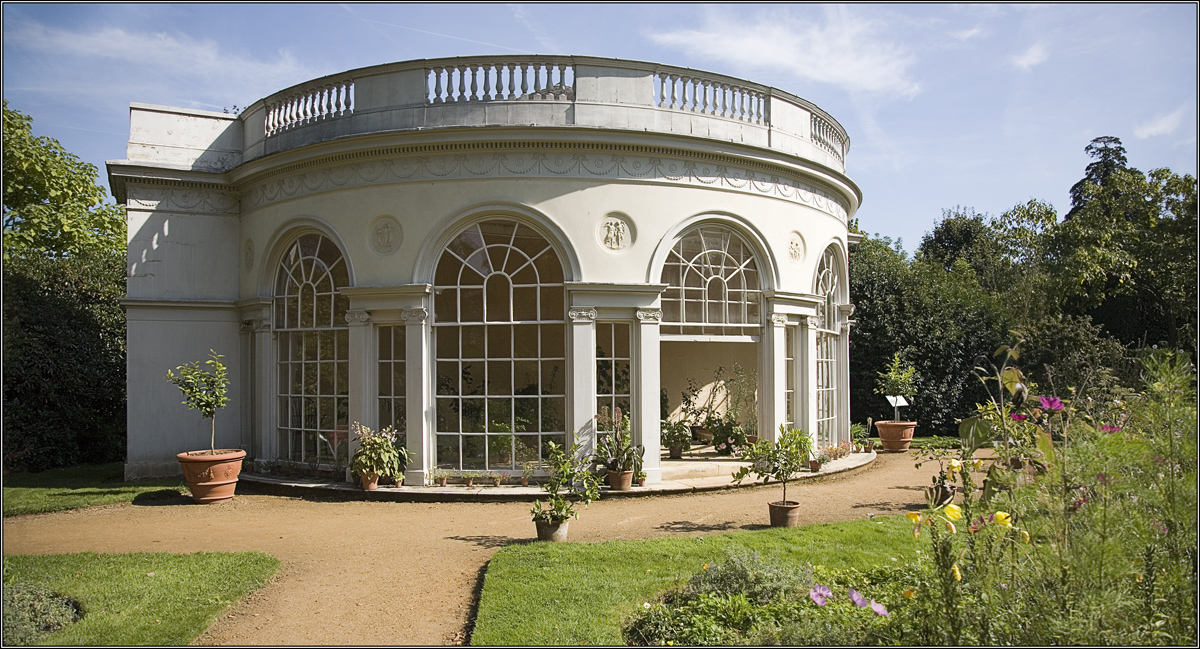
Garden House

### Después de Child
La única hija de Robert Child, Sarah Fane, Condesa de Westmorland, se casó con John Fane, 10.º Conde de Westmorland en 1782. Cuando Child murió dos meses más tarde, su testamento dejó sus vastas propiedades, incluyendo Osterley, en fideicomiso para cualquier segundo nieto que naciera. Este resultó ser Sarah Villiers, Condesa de Jersey, que nació en 1785.
Lady Sarah Fane se casó con George Child-Villiers, 5º conde de Jersey en 1804, y al tener hijos, el patrimonio pasó a la familia Villiers. En 1819, George cambió el apellido de la familia a Child-Villiers.
El traspaso de las propiedades de Child a Lady Sarah Fane evitó cualquier trato con John Fane, su yerno. Ese derecho a negociar habría surgido si hubiera dado a su hija algo más que un interés vitalicio, en virtud de la doctrina de la coverture, entonces todavía viva. Esto se debió a que Fane se fugó con su hija, Sarah, a Gretna Green basándose en la falta de consentimiento del padre de la novia, lo cual era de esperar para un aristócrata de este tipo, ya que Child deseaba un emparejamiento no noble con alguien dispuesto a tomar y asegurar la continuación de su propio apellido.

### Establecimiento de entrenamiento de la Guardia Nacional
Los terrenos de Osterley Park se utilizaron para el entrenamiento de los primeros miembros de los Voluntarios de Defensa Local (precursores de la Guardia Nacional) cuando el 9º conde, amigo del editor Sir Edward Hulton, permitió al escritor y periodista militar capitán Tom Wintringham establecer la primera escuela de entrenamiento de la Guardia Nacional (que Hulton patrocinó) en el parque en mayo/junio de 1940, enseñando la teoría y la práctica de la guerra mecánica moderna, técnicas de guerra de guerrillas y utilizando las casas de los trabajadores de la finca, entonces programadas para su demolición, para enseñar técnicas de lucha callejera. El pintor Roland Penrose enseñó aquí el camuflaje, una extensión del trabajo que había desarrollado con el pincel en cuadros de vanguardia para proteger el pudor de su amante, Elizabeth 'Lee' Miller (casada con Aziz E. Bey). Wilfred Vernon enseñaba el arte de mezclar explosivos caseros, y su tienda de explosivos aún puede verse en la parte trasera de la casa, mientras que el canadiense Bert "Yank" Levy, que había servido a las órdenes de Wintringham en la Guerra Civil Española enseñaba a luchar con cuchillos y combate cuerpo a cuerpo. A pesar de ganar fama mundial en noticiarios y artículos de prensa en todo el mundo (especialmente en los Estados Unidos), la escuela fue desaprobada por el Ministerio de la Guerra y Winston Churchill, y fue intervenida en septiembre de 1940. Cerrada en 1941, su personal y sus cursos fueron reasignados a otras escuelas de la Guardia Nacional aprobadas por la Oficina de Guerra recientemente abiertas.

### Historia de la posguerra
George Child Villiers, 9º conde de Jersey, abrió Osterley al público en 1939 después de haber recibido muchas peticiones para ver su histórico interior. El conde justificó su decisión diciendo que era "respuesta suficiente que no vivía en ella y que muchos otros deseaban verla": 12 000 personas visitaron la casa en su primer mes de apertura. El conde organizó una serie de exposiciones de obras de arte de artistas vivos en las habitaciones de la planta superior para contrastar con los interiores del siglo XVIII de la planta baja. Aunque nunca llegó a realizarse, el conde planeó crear un arboreto en los terrenos.
Tras la Segunda Guerra Mundial, el conde se dirigió al Consejo del Condado de Middlesex, que había mostrado interés en comprar la finca, pero finalmente decidió ceder la casa y su parque al National Trust. El mobiliario se vendió al Victoria & Albert Museum. El noveno conde se trasladó a la isla de Jersey en 1947, llevándose muchos cuadros de la colección de Osterley. Algunos fueron destruidos en un incendio de un almacén en la isla poco después. El conde ayudó al Ministerio de Obras y al V&A en su restauración de la casa a su estado actual de finales del siglo XVIII.
El National Trust se hizo cargo de Osterley en 1991. La casa disfruta de préstamos y regalos de Lord Jersey, incluyendo artículos de plata, porcelana, muebles y miniaturas. El fideicomiso encargó retratos de Lord Jersey y su esposa a Howard J. Morgan - que cuelgan en el piso de arriba. En 2014 se acordó un préstamo de diez años a Osterley de retratos de la familia Child por parte de William Villiers, décimo conde de Jersey, el actual conde. Entre los retratos incluidos en el préstamo de 2014 se encuentran el de Allan Ramsay de Francis Child (1758), y el retrato de George Romney del hermano de Francis, Robert.
La casa y los pequeños jardines formales están abiertos al público. Reciben 30 000 visitantes de pago al año.  Muchos cientos de miles de visitantes recorren los senderos y disfrutan del bosque del parque circundante sin coste alguno al año. En el parque se celebra semanalmente un Parkrun de 5k .
La casa vio su última restauración de 2018 a 2021. En ella se reparó el deterioro estructural y la decoloración del ladrillo exterior.

## En la cultura popular

Hercules stands in the entrance hall

### Televisión
- La casa apareció en varias series de ITC en los años 60 y 70, incluyendo un episodio de El Santo titulado "El ojo del ángel" protagonizado por Roger Moore, y un episodio de The Persuaders! llamado "La mañana siguiente" que también protagonizó Moore, junto a Tony Curtis.
- Osterley Park fue propuesto originalmente como escenario (y localización) para el serial de Doctor Who de 1973 Day of the Daleks. El nombre fue cambiado a "Auderley" en el programa terminado, y fue rebautizado como "Austerley" en la novela del serial.  La localización utilizada finalmente fue Dropmore Park en Buckinghamshire.
- El vestíbulo de la casa también apareció como una habitación de un lujoso hotel del centro de Londres en el desenlace de la adaptación de ITV de 2007 de At Bertram's Hotel.
- Osterley Park se utilizó como casa del multimillonario Sir Peter Maxwell, para el piloto de televisión de 2006, "Maxwell: Inside the Empire'.
- Los episodios de ChuckleVision se filmaron en Osterley Park.
- Muchos de los episodios de Horrible Histories' se rodaron en Osterley House and Gardens.
- Osterley Park se utilizó como lugar de rodaje para la adaptación de Amazon Prime de 2020 de Alex Rider. La casa fue retratada como "Friend Hall".

### Película
- La película de 1960 The Grass Is Greener, protagonizada por Cary Grant, Deborah Kerr y Robert Mitchum, se ambientó y se rodó parcialmente en Osterley Park House.
- La película de 1984 Top Secret!, protagonizada por Val Kilmer y Omar Sharif, presenta a Osterley como el Ayuntamiento de Berlín Oriental, cuando los distintos embajadores culturales reciben las medallas del equipo olímpico femenino de Alemania Oriental.
- En 1991, los jardines se utilizaron en la película de Bollywood Kabhi Khushi Khabi Gham.[cita requerida]
- Osterley Park se ha utilizado para las escenas del Palacio de Buckingham, incluyendo la sala de estar y la antesala de Victoria, en la película de 2009 La joven Victoria protagonizada por Emily Blunt y Rupert Friend.
- En la película de Batman de 2012 The Dark Knight Rises, el interior de la mansión de Osterley Park se utiliza como doble de la Mansión Wayne.[14]
- En Rebecca, el interior de Osterley se utilizó en parte para la cocina de Manderley.[15][16][17]

### Literatura
- Osterley Park aparece en la novela de John Banville El intocable.

### Música
- La fotografía de la portada del LP de 1973 de  Paul McCartney y Wings, Band on the Run, fue tomada en Osterley Park el 28 de octubre de 1973 por el fotógrafo Clive Arrowsmith.

### Videojuegos
- La casa de Osterley Park es uno de los posibles objetivos de robo en el juego de 1994 The Clue!.

## Galleria

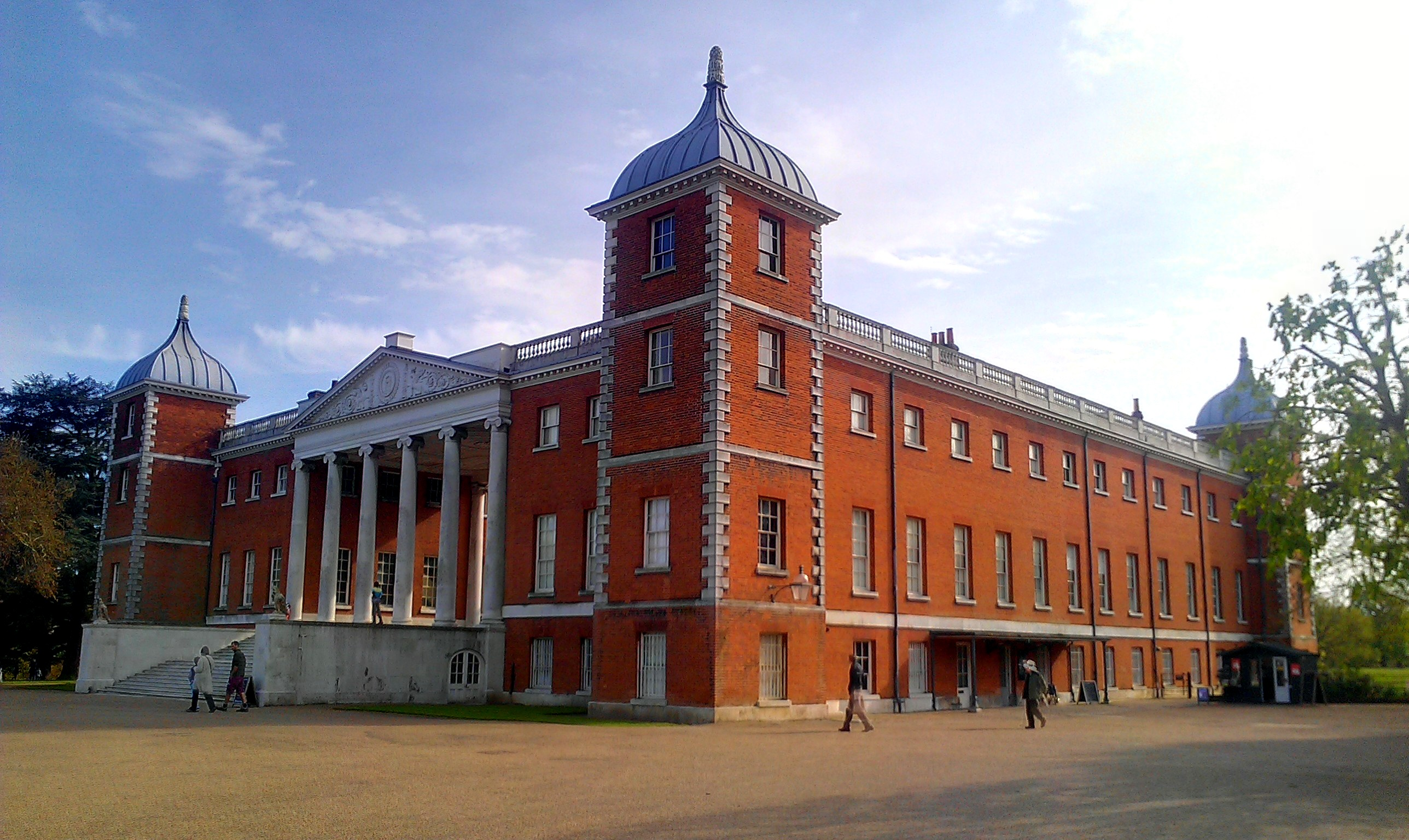
La mansión principal
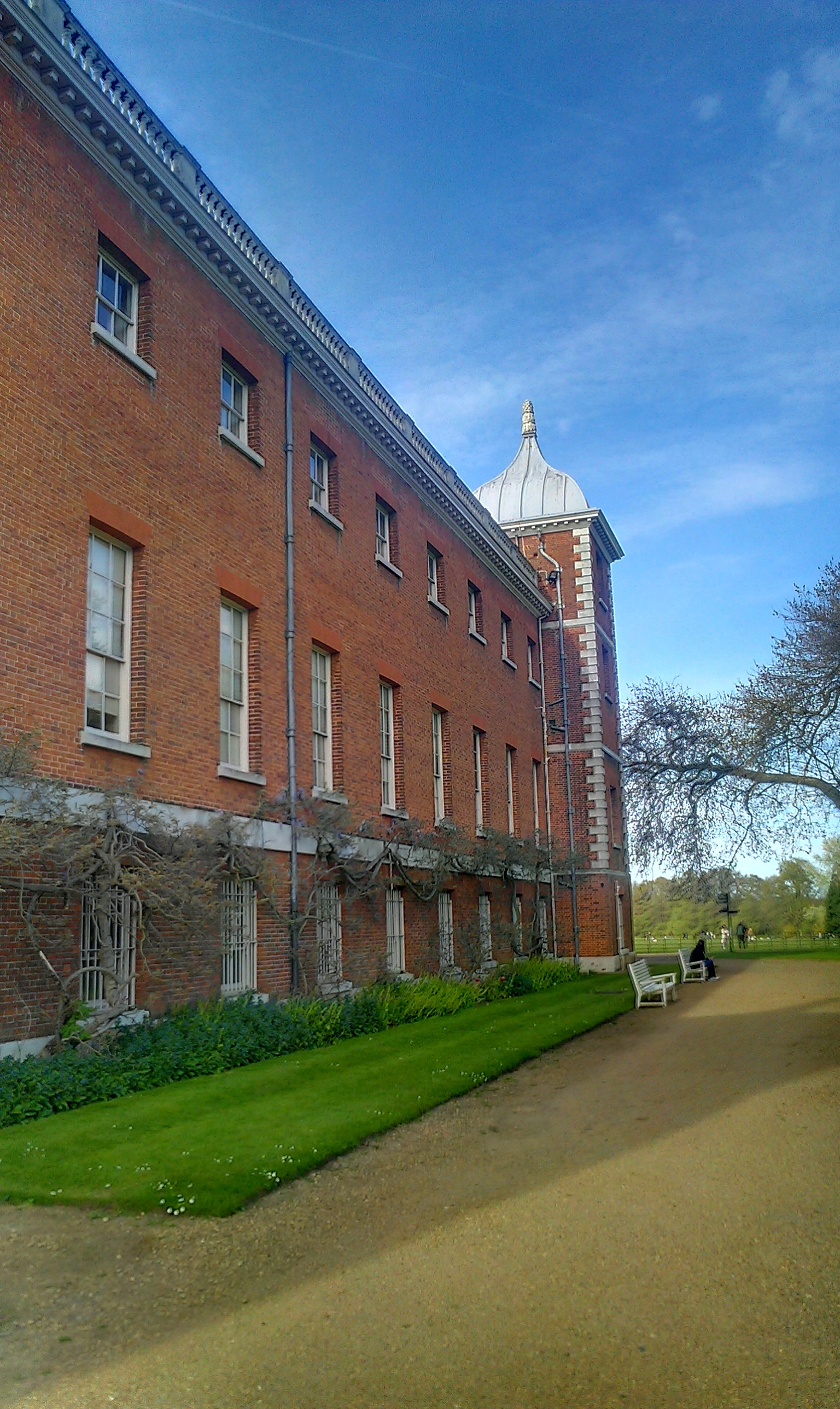
Un lado de la mansión
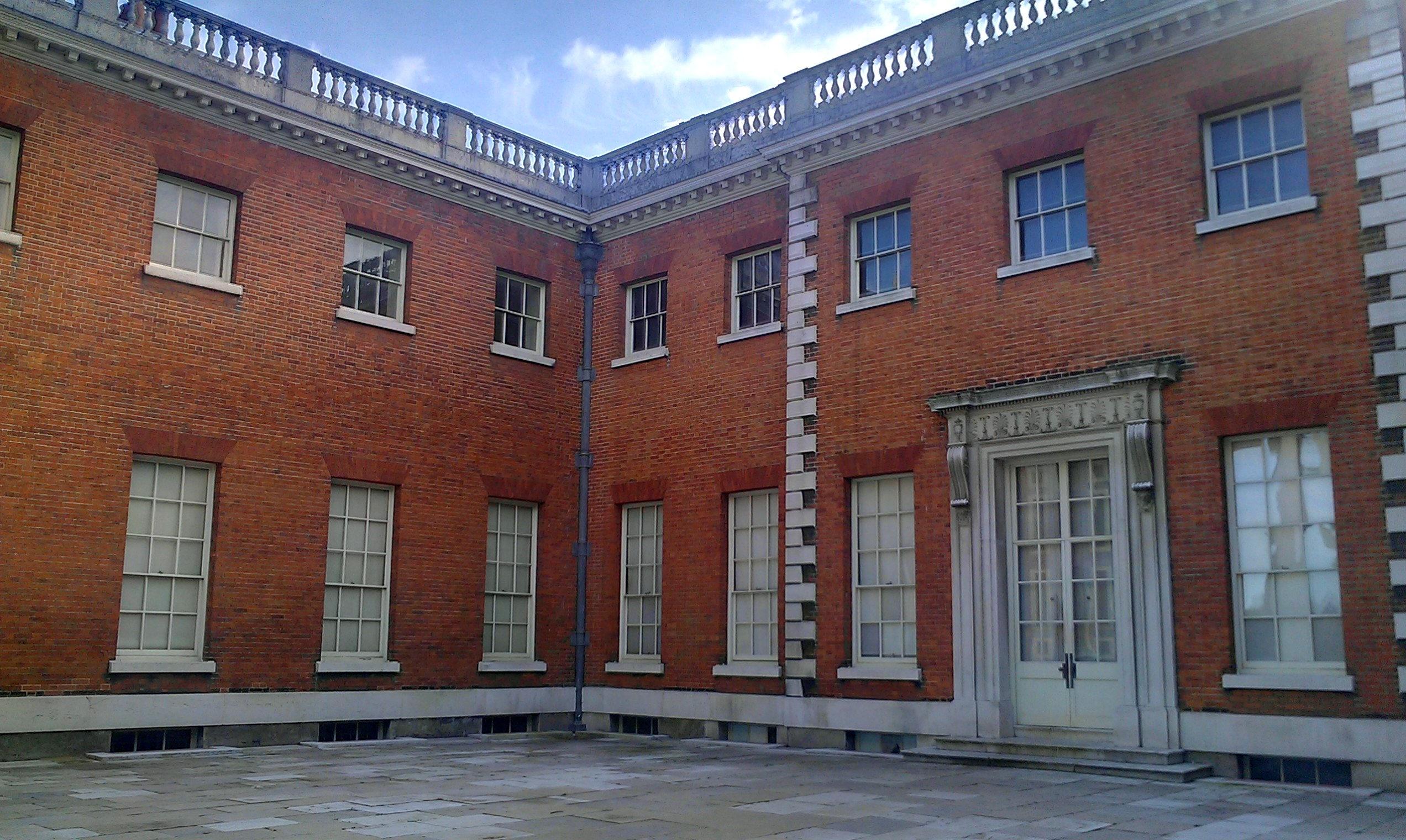
Patio de la mansión
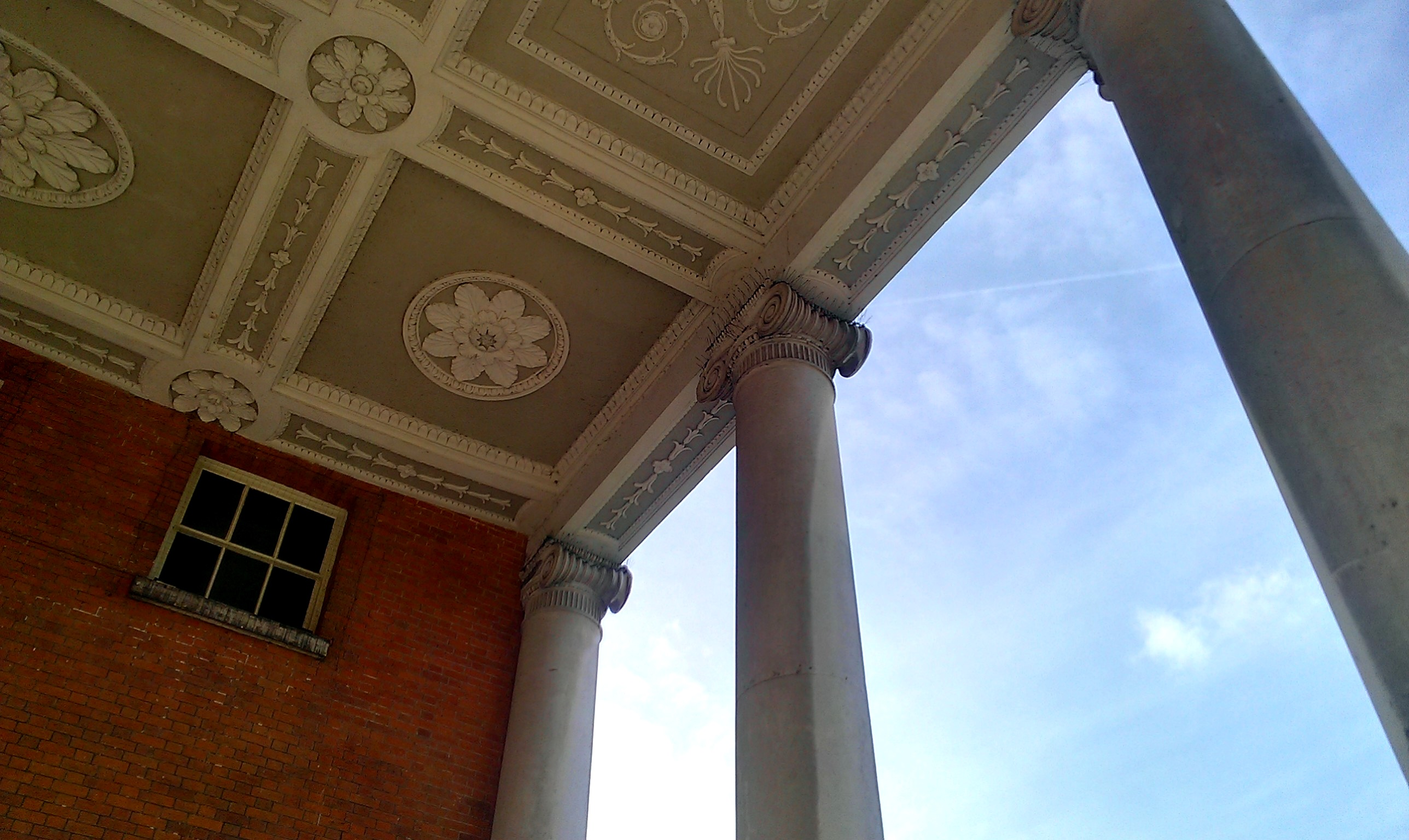
Techo de pórtico
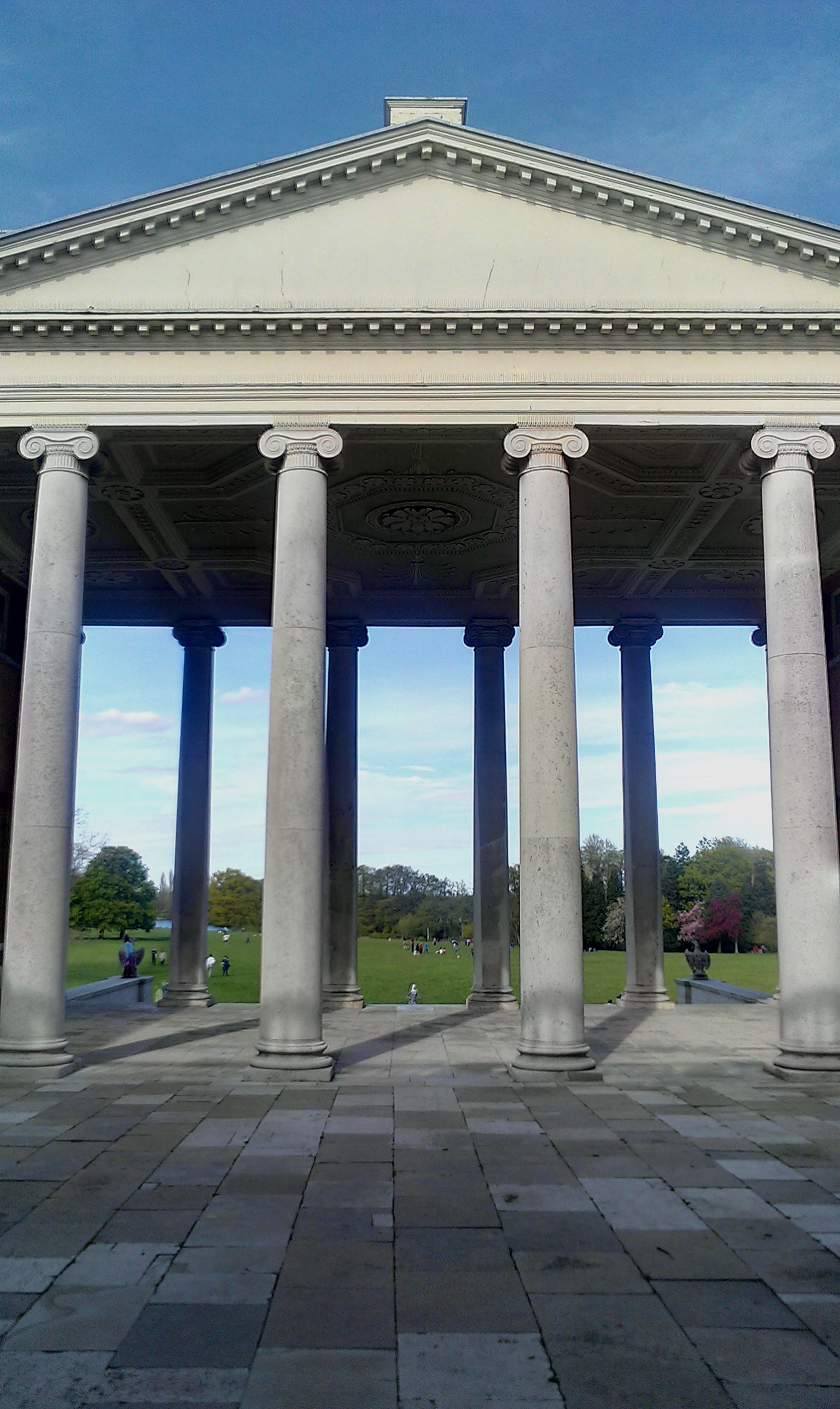
Columnas en la parte delantera de la mansión.
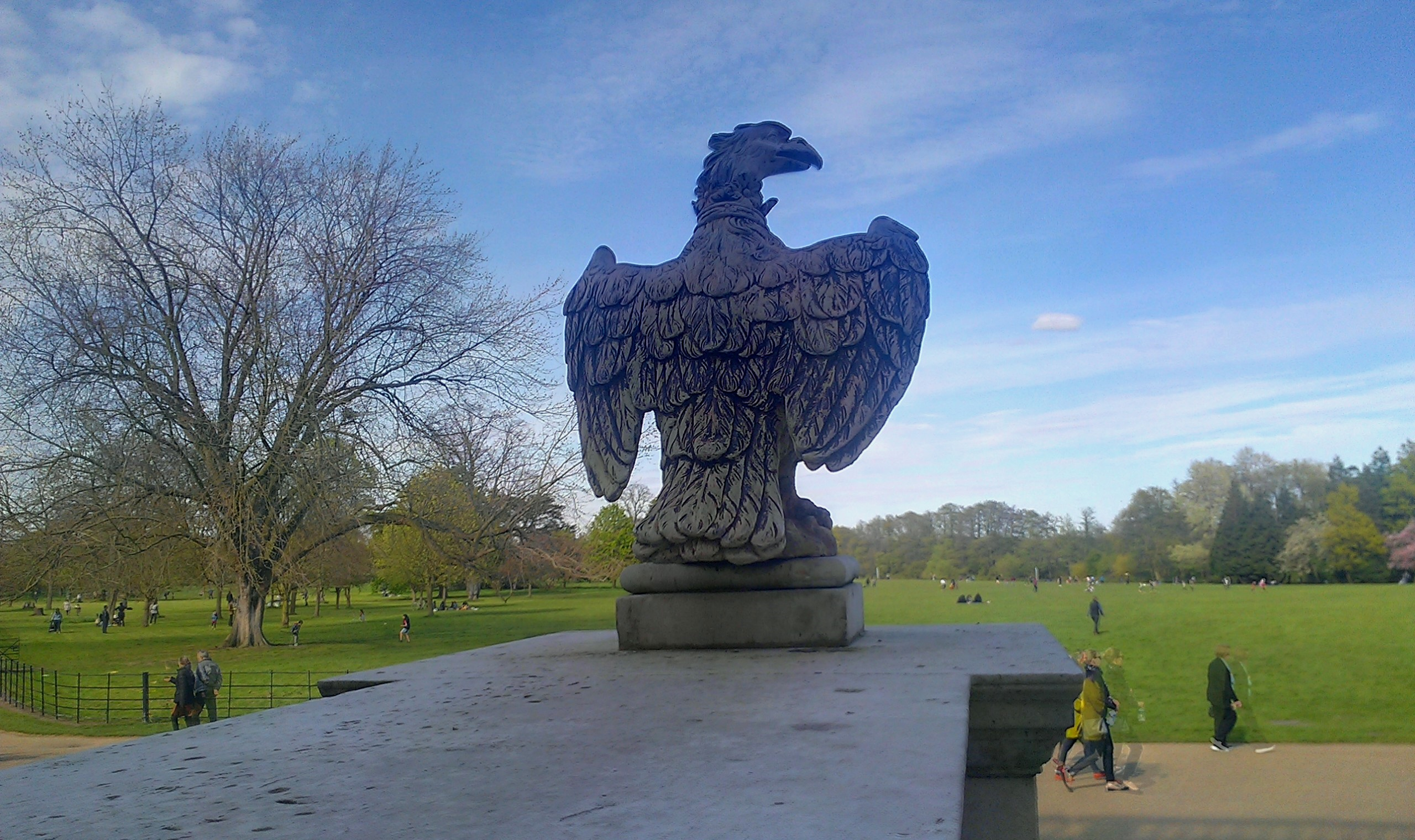
Vista desde la mansión sobre la finca, sobre el remate del águila de piedra hasta la balaustrada
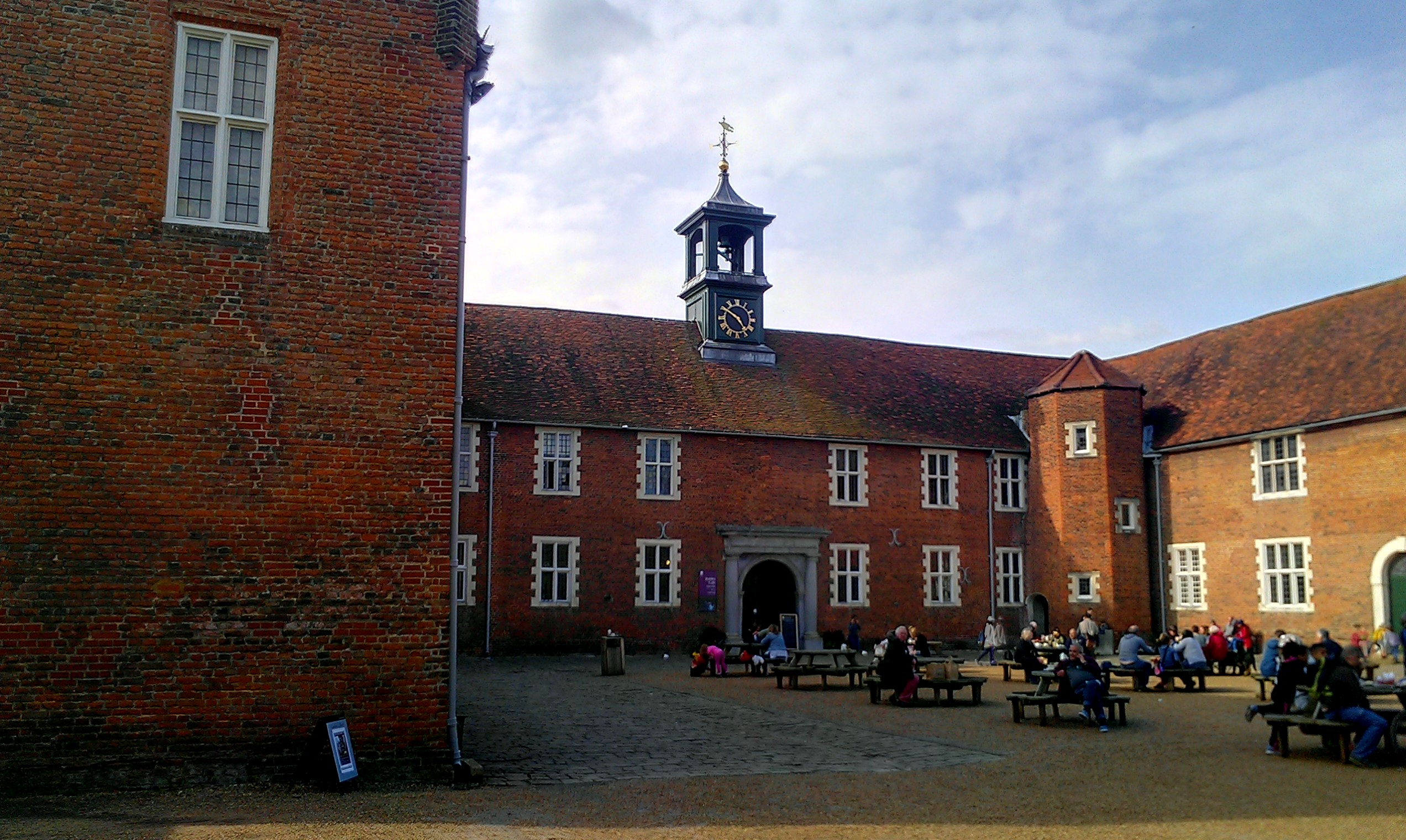
Antiguos establos, ahora un café
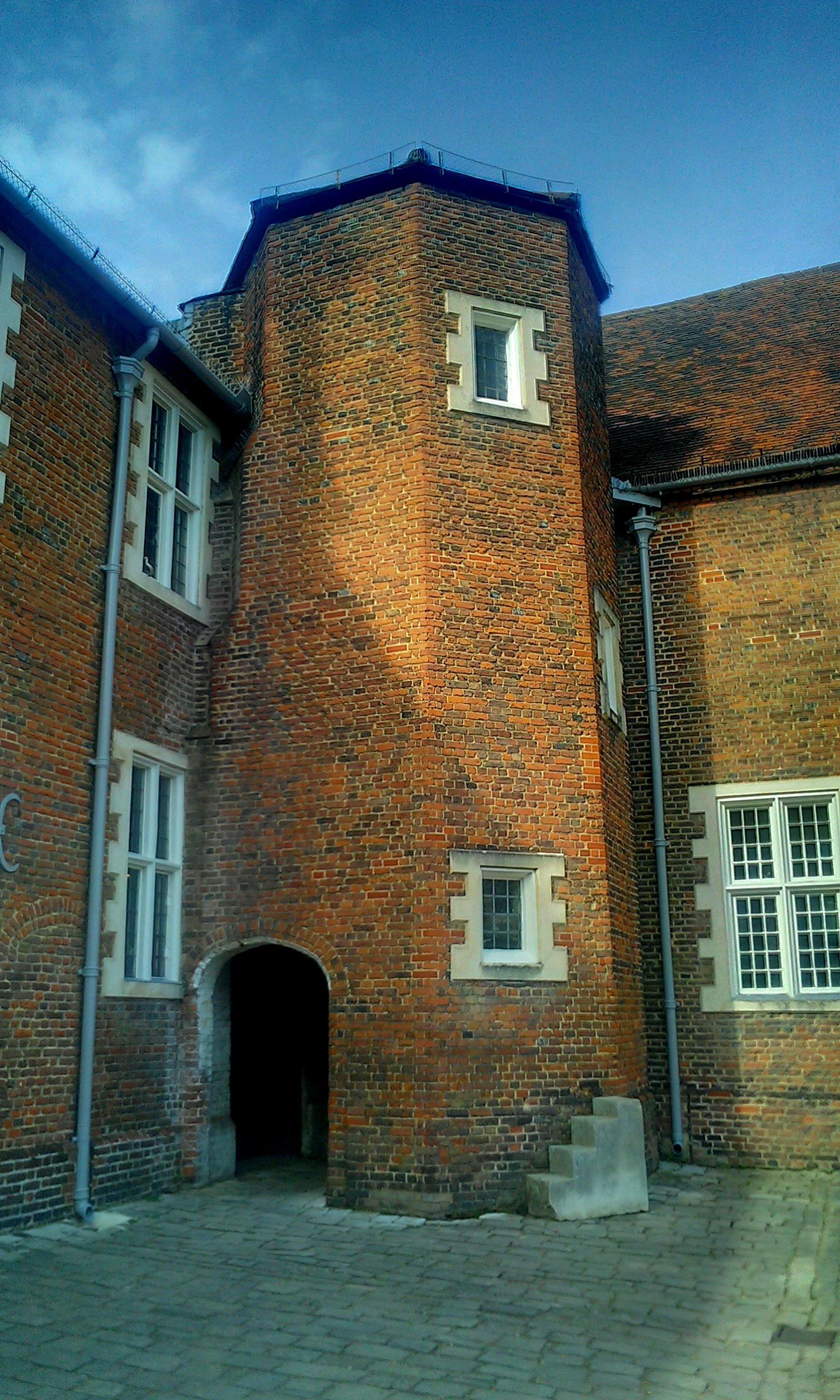
Torreta en el establo
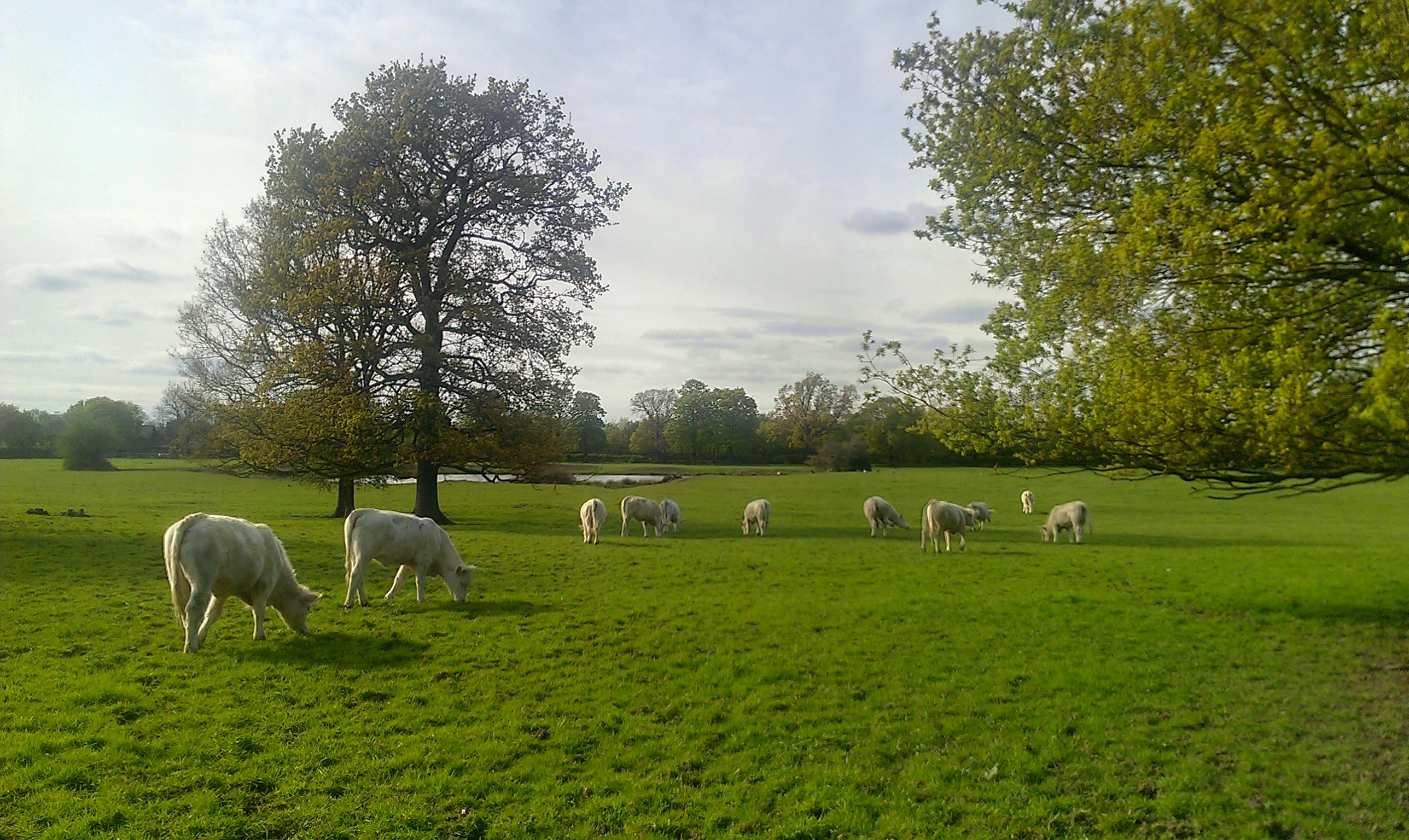
Tierras de cultivo en Osterley Park
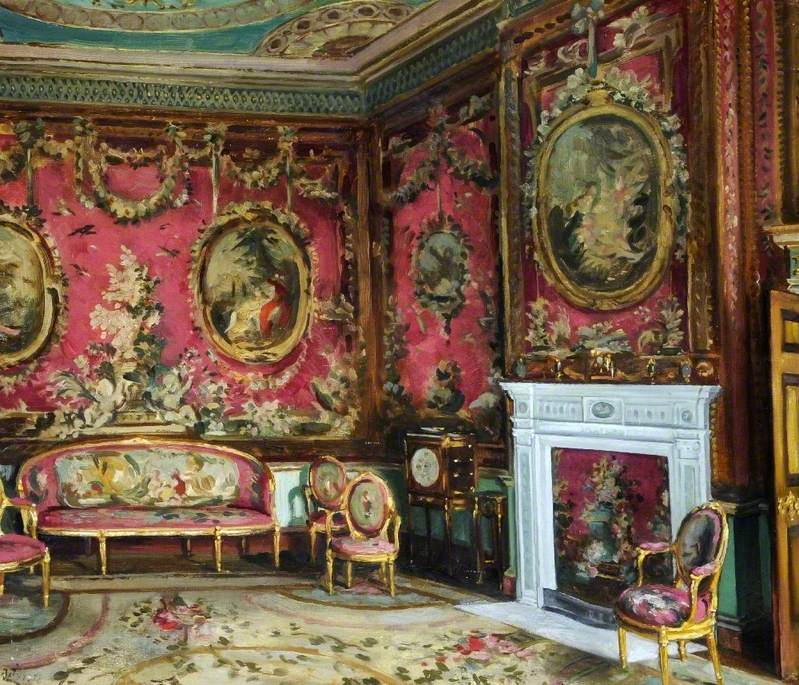
Osterley House, Londres, Interior, 1931
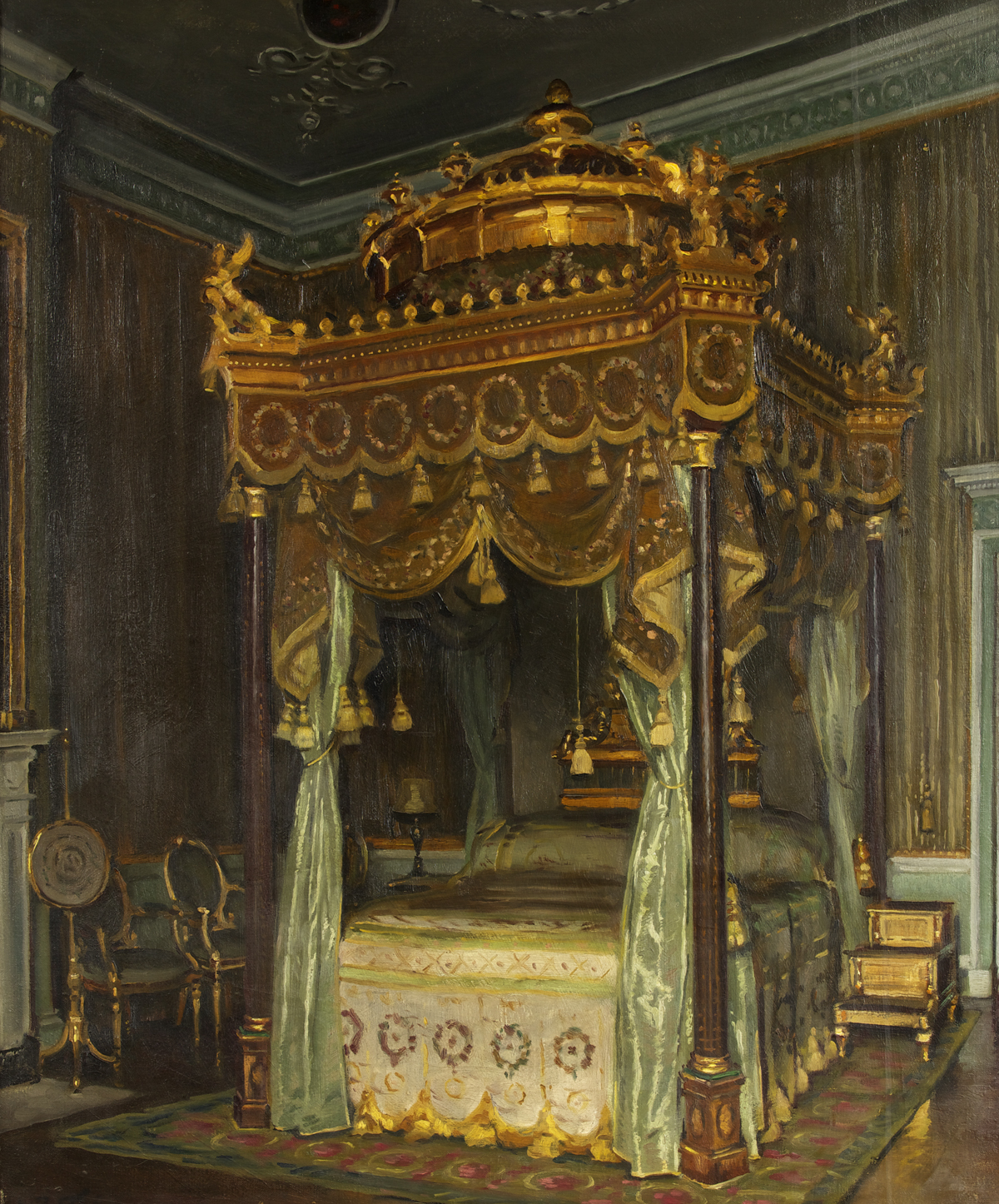
Cama de estado en Osterley House